# Darwin Jihen
Darwin Jihen (ダーウィン事変 Dāuin Jihen?, lit. El incidente de Darwin), también conocida como The Darwin Incident en inglés, es una serie de manga japonés escrito e ilustrado por Shun Umezawa. Comenzó su serialización en la revista de manga seinen Gekkan Afternoon de Kōdansha desde el 25 de junio de 2020, con sus capítulos recopilados en cuatro volúmenes tankōbon hasta el momento. Una adaptación de la serie de televisión de anime producida por Bellnox Films se estrenará en enero de 2026.
En 2022, Darwin Jihen ganó el decimoquinto premio Manga Taishō y el Premio a la excelencia en el 25º Festival de Artes de Medios de Japón.

## Argumento
Durante una operación comando llevada a cabo por una organización de derechos de los animales en un instituto de investigación biológica, se descubre una chimpancé embarazada, que dará a luz a un «humanzee», un ser mitad humano, mitad chimpancé. Llamado Charlie, es criado por padres humanos durante quince años. Ni humano ni animal, su comportamiento y su sensibilidad crearán chispas dentro de la comunidad. Pero Charlie no sabe que en otro lugar, un grupo de activistas veganos buscan hacer de él su emblema.
Cuando Charlie ingresó a la escuela secundaria, conoció a Lucy, una chica que fue ridiculizada como una «nerd» pero que era una chica inteligente, y desarrolló una amistad con él. Sin embargo, la ALA (Alianza para la Liberación Animal), que «repetidamente se involucra en actividades terroristas en busca de la liberación animal», agrega a Charlie a sus camaradas y «planea atraerlo hacia el terrorismo», tomando medidas extremas. Esto hace que la gente del pueblo cambie su actitud hacia Charlie y su familia.

## Personajes
Charlie (チャーリー Chārī?)
Un chico de 15 años que vive en Missouri, EE. UU. El único "Humanzee" mitad humano y mitad chimpancé del mundo fue creado utilizando tecnología de edición del genoma y tiene una inteligencia que supera a la de los humanos y una capacidad física que supera a la de los chimpancés. Es tranquilo, pero después de ingresar a una escuela secundaria local a la edad de 15 años, desarrolló un gran interés por los humanos. Por otro lado, dado que ha tenido poca interacción con nadie más que con sus padres adoptivos, Gilbert y Hannah, a menudo se comporta de maneras que sorprenden a quienes lo rodean.
Lucy (ルーシー Rūshī?)
Compañera de clase de Charlie en Shrews High School. Aunque es una estudiante con honores con una personalidad franca y un fuerte impulso, también tiene una mente brillante, pero está harta de las relaciones que tiene en su ciudad y en la escuela secundaria. Por esta razón, hasta ahora no he interactuado activamente con otras personas. Sin embargo, después de que Charlie la rescata de caer de un árbol, ella desarrolla un gran interés en él y se hace amiga de él.

## Producción
En el pasado, Shun Umezawa publicó una obra llamada Mō Ningen (もう人間?  lit. Ya humano), que «cuestiona la bioética de lo que define a un ser humano». En esta obra, Umezawa se preguntó «cómo reaccionaría la gente si naciera un ser como Charlie y se derrumbara la frontera entre los humanos y los animales», y desarrolló el contenido en un «experimento mental» respecto a sus obras anteriores.
Al principio, Umezawa mostró el prototipo de la historia de la obra a Terayama, el editor responsable, y le dijo «sobre qué tipo de cosas quería escribir». Umezawa declaró que el tema principal de la obra es «el derecho a la supervivencia de los seres humanos y los animales». Según Terayama, Umezawa «leyó una cantidad considerable de literatura y la puso en la existencia del 'humanzee' nacido entre humanos y chimpancés». Umezawa describe su obra considerándola «un manga que requiere mucha fuerza para leerlo».
Umezawa pensó que «como la gran mentira de la naturaleza humana se establece en el manga, las otras partes deben ser retratadas de manera realista». Umezawa comento que el manga está ambientado en Estados Unidos porque «la discriminación y el terrorismo» son los temas del manga, y para que los personajes mantengan animadas discusiones sobre ellos, por lo que «es más realista ambientar el manga en ese país que en Japón». Umezawa, los editores y el personal «no tienen experiencia de vivir en Estados Unidos», pero Umezawa, que prefiere los dramas y las películas extranjeras, «amplía su imagen de Estados Unidos a partir de ellos».

## Contenido de la obra

### Manga
Darwin Jihen es escrito e ilustrado por Shun Umezawa. Comenzó a serializarse en la revista de manga seinen Gekkan Afternoon de Kōdansha desde el 25 de junio de 2020. Kōdansha ha recopilado sus capítulos individuales en volúmenes tankōbon. El primer volumen se lanzó el 20 de noviembre de 2020, y hasta el momento se han lanzado cuatro volúmenes.
Durante su panel en Anime NYC, Kodansha USA anunció que obtuvo la licencia del manga para su lanzamiento en otoño de 2023.
| Volúmenes de manga publicados | Volúmenes de manga publicados | Volúmenes de manga publicados |
| Número                        | Fecha de publicación          | ISBN                          |
| ----------------------------- | ----------------------------- | ----------------------------- |
| 1                             | 20 de noviembre de 2020       | ISBN 978-4-06-521398-8        |
| 2                             | 21 de mayo de 2021            | ISBN 978-4-06-523314-6        |
| 3                             | 22 de noviembre de 2021       | ISBN 978-4-06-525778-4        |
| 4                             | 21 de abril de 2022           | ISBN 978-4-06-527946-5        |
| 5                             | 23 de marzo de 2023           | ISBN 978-4-06-531026-7        |
| 6                             | 22 de noviembre de 2023       | ISBN 978-4-06-533687-8        |
| 7                             | 22 de mayo de 2024            | ISBN 978-4-06-535534-3        |

### Anime
En mayo de 2024, se anunció que el manga recibiría una adaptación de serie de televisión de anime. La serie será producida por Bellnox Films y dirigida por Naokatsu Tsuda, con Katsuichi Nakayama como director de la serie, Shinichi Inotsume supervisando los guiones de la serie y Shinpei Tomooka diseñando los personajes. Su estreno está previsto para enero de 2026.

## Recepción
En 2022, Darwin Jihen ocupó el décimo lugar en la lista de los mejores mangas para lectores masculinos de Kono Manga ga Sugoi! de Takarajimasha. La serie ganó el 15° Manga Taishō en 2022. La serie ocupó el segundo lugar en los cómics recomendados de Publisher Comics de 2022. Ganó un Premio a la Excelencia en el 25º Festival de Artes de Medios de Japón en 2022.

## Otras lecturas
- «進化論を揺るがす“人間×チンパンジーのハイブリッド少年”が立ちむかう、テロ組織との戦い！». Da Vinci News (en japonés). Kadokawa Corporation. 18 de diciembre de 2020. Consultado el 21 de octubre de 2022.